# Johann Georg Gmelin den yngre
 "Johann Georg Gmelin" omdirigeres hertil. For andre betydninger af Johann Georg Gmelin, se Johann Georg Gmelin (flertydig).
Johann Georg Gmelin (født 8. august 1709, død 20. maj 1755) var en tysk naturvidenskabsmand, botaniker og geograf. 
Gmelin blev født i Tübingen som søn af en apoteker. I 1730 rejste han til Sankt Petersborg for at forelæse ved universitetet der, og året efter blev han udnævnt til professor i kemi og naturhistorie.
Fra 1733 til 1743 var Gmelin på en videnskabelig ekspedition i Sibirien. Han beskrev floden Jenisej som grænsen mellem Europa og Asien og foretog temperaturmålinger. Gmelin var også den første, som målte niveauet på Det kaspiske hav og fandt ud af, at det lå under havniveau (28 meter).
Gmelins hovedværk var Flora Sibirica, fire bind, udgivet 1749-50 og Reisen durch Sibirien, fire bind, udgivet 1753. Sine sidste leveår tilbragte han som professor i medicin i Tübingen, en stilling han fik i 1749.